# 塔克新
塔克新（藏語：སྟར་ཀ་ཤིང་།）是印度阿鲁纳恰尔邦上苏班西里县的一个居民点，塔克新乡的首府，全乡总人口为1295人。该地区属于中华人民共和国与印度领土争议地区，中国将其划归西藏自治区山南市隆子县管辖，是中华人民共和国民政部第四批增补藏南地区公开使用地名中的一个。